# 松浦妃杏
松浦 妃杏（まつうら びあん、2004年（平成16年）2月23日 - ）は、日本の女優、元子役。キリンプロ所属。
特技は、歌うこと、踊ること、変顔、ものまね。

## 出演
テレビ
- 中居正広の金曜日のスマたちへ（2004年、TBS）
- 新春! 日本語で遊ぼう お笑いコトバの大語源 新春!（2005年、TBS）
- スッキリ!!（2006年、日本テレビ）
- 連続テレビ小説 瞳（2007年、NHK） - 瞳の幼少 役
- 太田光の私が総理大臣になったら…秘書田中。（2008年、日本テレビ）

CM
- イオン イオンフェスティバル（2008年）